# فرودگاه سنت کاترین/ناحیه نیاگارا
فرودگاه سنت کاترین/ناحیه نیاگارا (به انگلیسی: St. Catharines/Niagara District Airport) یک فرودگاه همگانی باربری با کد یاتا YCM است که یک باند فرود آسفالت دارد و طول باند آن ۷۶۱ متر است. این فرودگاه در کشور کانادا قرار دارد و در ارتفاع ۹۸ متری از سطح دریا واقع شده است.